# Freefly

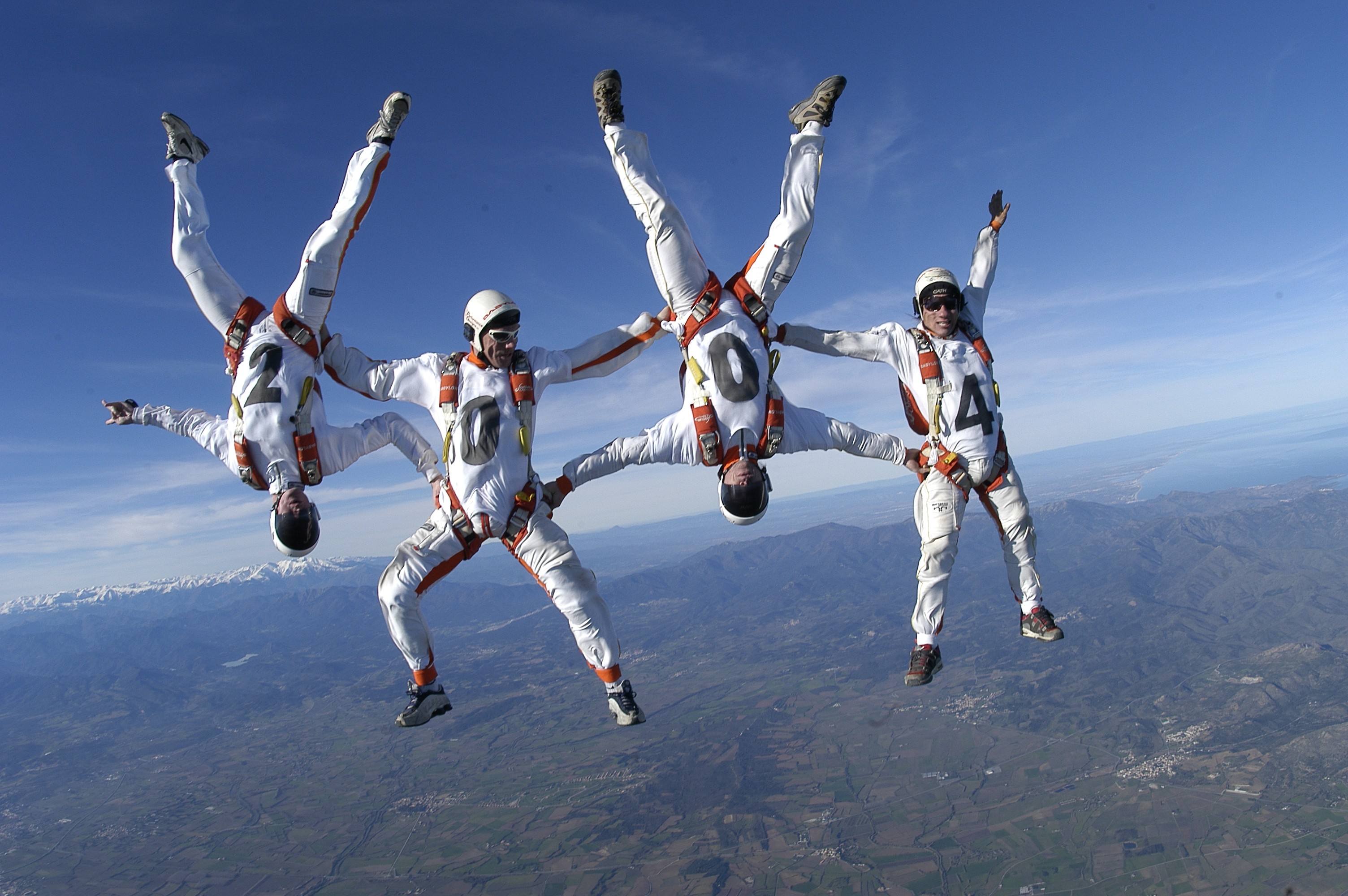
Paracadutisti in formazione verticale

Il freefly è una specialità del paracadutismo sportivo, nata nel 1994 circa, da un gruppo di paracadutisti che desiderava sperimentare forme di volo alternative.

## Storia
Un team chiamato "The Freefly Clowns" fondato da Olav Zipser insieme con Mike Vail, Omar Alhegelan, Charles Bryan, e Stefania Martinengo, si focalizzò sul volo verticale "a testa in giù", mentre un secondo team chiamato "Airtime" composto da Tony Uragallo, Jim O'Reilly, e Brian Germain si concentrò sul volo "in piedi".
Nel 1994 all'interno della FAI venne istituito un gruppo di lavoro affinché il Freefly potesse diventare una disciplina ufficiale. Il primo esordio del Freefly avvenne nel 1996 durante gli X-GAMES. Tale pratica fu seguita da pochi nei primi tempi, in seguito però attirò l'attenzione di molti paracadutisti.

## Tecnica
Il freefly, letteralmente "volo libero" è un'estensione del paracadutismo tradizionale, che include le posizioni orizzontali conosciute e le integra con nuove posizioni verticali ("head-up position" o "head-down position"), fornendo una maggiore velocità di caduta libera.
Tuttavia in caso di volo in prossimità di due o più paracadutisti, la velocità sul piano orizzontale potenzialmente più elevata può generare collisioni accidentali, che rendono la pratica del freefly più pericolosa rispetto ai lanci tradizionali.

## Posizioni in caduta libera
Oltre al volo in posizione "a pancia in giù" il freefly introduce nuove posizioni che possono essere assunte durante la caduta libera.

### Back flying
Il back flying o "volo di schiena" è la prima tecnica appresa da un freeflyer.
Consiste nell'assumere una forma che consente al paracadutista di cadere in posizione supina, stabile, e ad una velocità relativamente bassa. Questa posizione piuttosto naturale, viene assunta dal paracadutista anche in caso di perdita della stabilità durante l'esecuzione di figure avanzate, perché consente il recupero dell'equilibrio oltre che un maggiore controllo dei propri movimenti.

### Head up flying
L'Head up flying è anche detto "Sit flying" o "volo seduto" perché simile alla posizione assunta da un individuo su una sedia.
Da questa posizione il movimento dell'individuo nel vento relativo è possibile mediante l'utilizzo degli arti e del busto per deflettere l'aria verso il lato opposto a quello in cui si desidera procedere.

### Head down flying
L'Head down flying o "volo a testa in giù" permette al paracadutista di esporre una sezione minima della propria superficie corporea al flusso d'aria, raggiungendo così velocità superiori ai 300 km/h.

## Movimenti
Durante la caduta libera, un freeflyer può utilizzare il proprio corpo per deflettere l'aria e conseguentemente spostarsi volontariamente nello spazio.

### Traslazioni
La traslazione è uno spostamento che il freeflyer effettua lungo un asse, al fine di avvicinarsi o allontanarsi da un oggetto. Le traslazioni si dividono in:
- Traslazioni orizzontali
- Traslazioni verticali

### Rotazioni
La rotazione è un movimento attorno ad un asse, che il freeflyer può effettuare durante la caduta libera allo scopo di spostarsi o per cambiare posizione. Le rotazioni possono avvenire attorno ad uno o più assi propri del corpo del performer e sono così classificate:
- Turn (Rotazione attorno all'asse testa-coda)
- Cartwheel (Rotazione attorno all'asse fronte-dorso)
- Loop (Rotazione attorno all'asse destra sinistra)

### Orbite
L'orbita consiste in un movimento circolare che il freeflyer effettua attorno ad uno o più assi tipici dello spazio tridimensionale:
- Carve (Orbita attorno all'asse terra-cielo)
- Heagle (Orbita attorno all'asse orizzontale)

## Prese
La presa è un contatto intenzionale fra freeflyer. Le prese sono classificate in base alla difficoltà e catalogate in tabelle (Freefly diving pool) che ne specificano i criteri di esecuzione.
Fra le prese maggiormente conosciute troviamo:
- Star
- Spock
- Double spock
- Hand to hand grip
- Double hand grip
- vertical compressed
- Horizzontal compressed
- Totem
- Opposite totem
- Sole to sole
- Feet on Knees
- Mind warp
- Joker

## Competizioni
Le competizioni di Freefly prevedono che durante la caduta libera, gli atleti, volando in prossimità ed alla medesima velocità "chiudano" una sequenza di Movimenti e prese, selezionati a caso dalla giuria di gara (randoms) o precedentemente comunicati ai giudici dagli stessi competitori (free routine).